# Parafia Matki Bożej Wspomożenia Wiernych w Wyżnem
Parafia Matki Bożej Wspomożenia Wiernych w Wyżnem – parafia rzymskokatolicka znajdująca się w diecezji rzeszowskiej w dekanacie Czudec. Erygowana w 1975 roku. Mieści się w Wyżnem pod numerem 38.